# Lamellidea microstoma
Lamellidea microstoma é uma espécie de gastrópode  da família Achatinellidae.
Pode ser encontrada nos seguintes países: Guam e Northern Mariana Islands.